# MBK Center

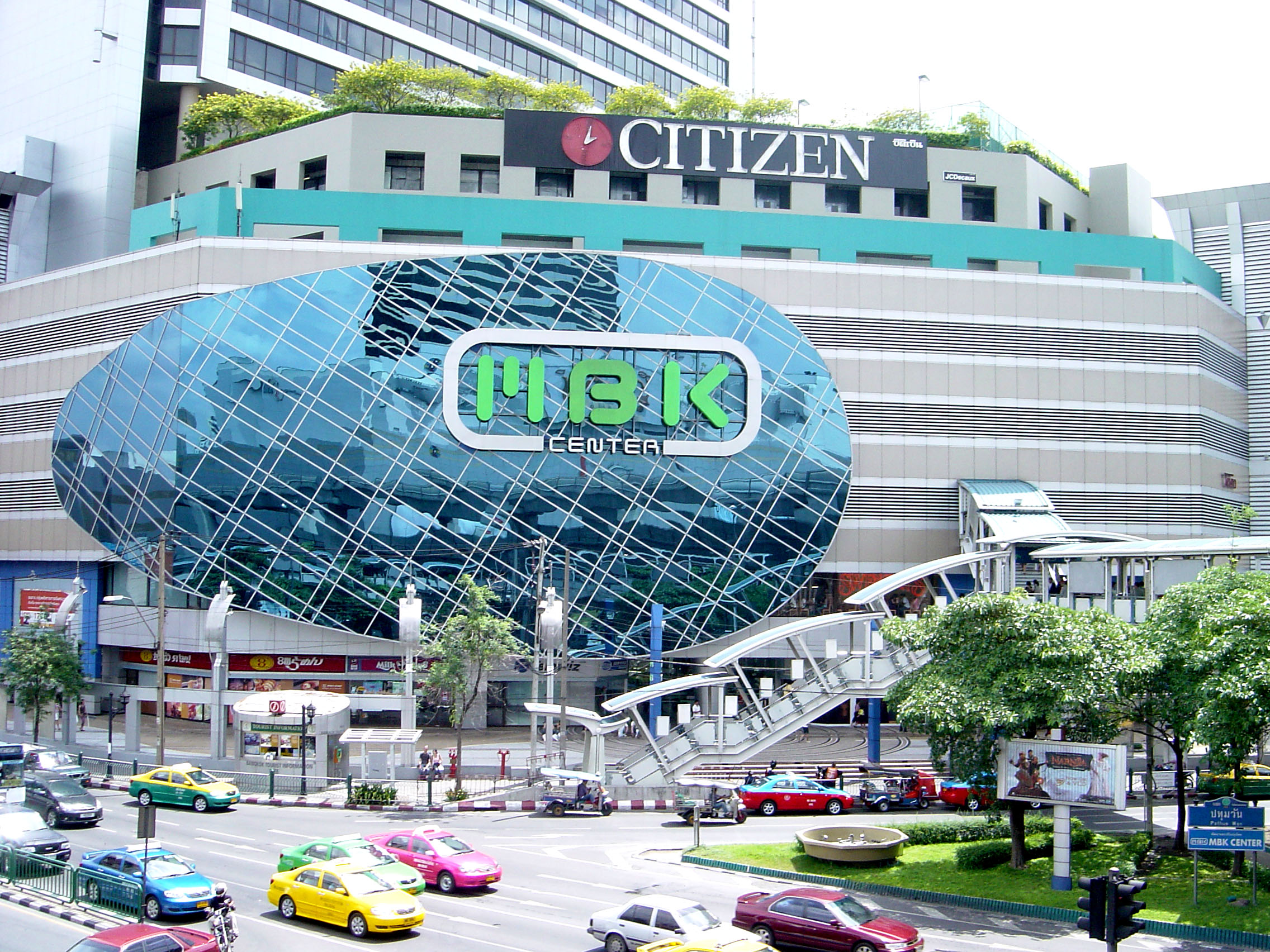
MBK Center i Bangkok

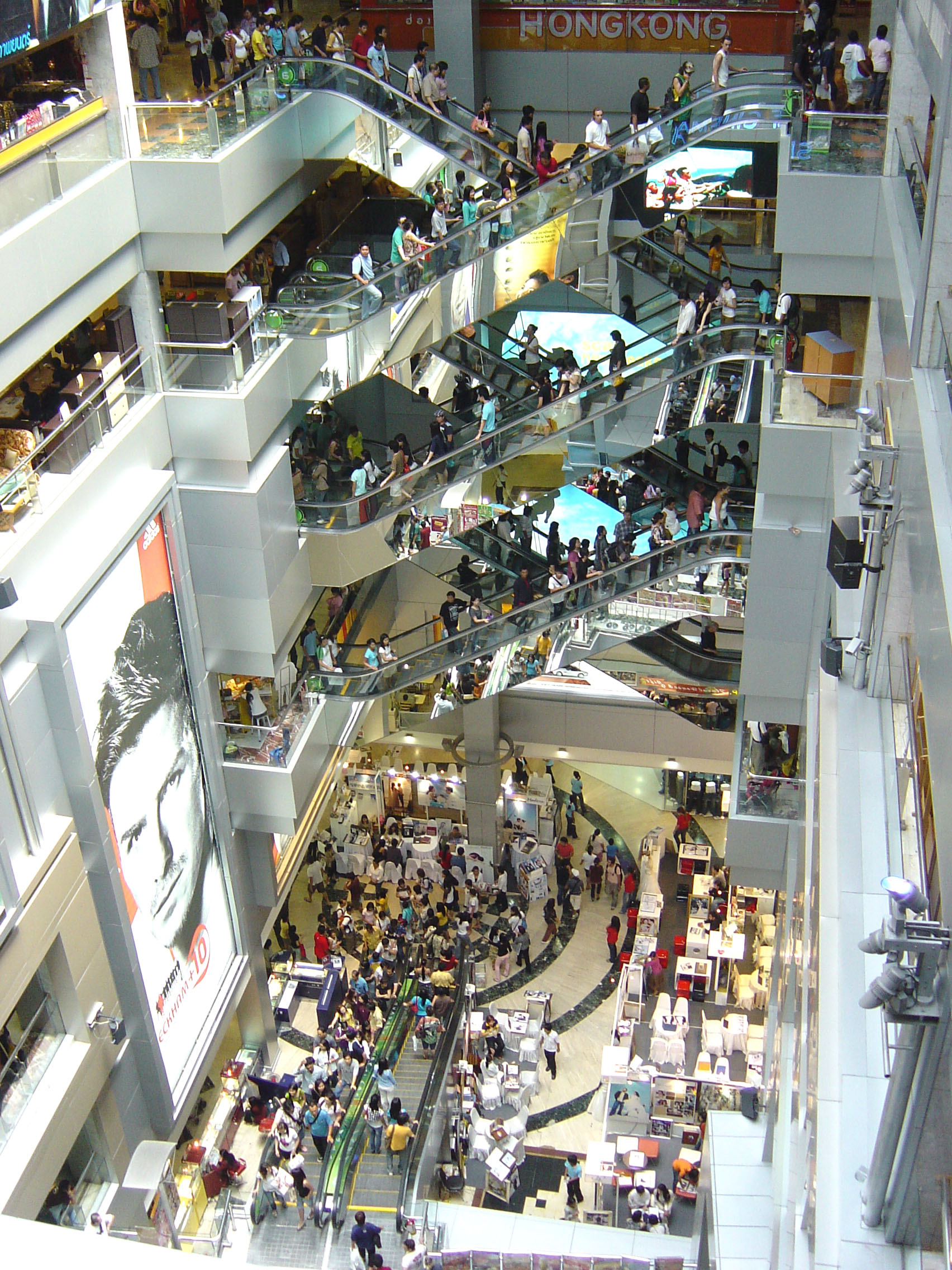
Inne i MBK Center

MBK Center, också känt som Mahboonkrong eller Mabunkrong är ett köpcentrum i Bangkok, Thailand. Med åtta våningar, 330 meters längd och 2 500 butiker är det ett av de största moderna shoppingcentrumen i Asien. MBK Center har i genomsnitt 105 000 besökare varje dag. 